# Аралтогай
Аралтогай (каз. Аралтоғай) — село в Айтекебийском районе Актюбинской области Казахстана. Административный центр Аралтогайского сельского округа. Расположено на левом берегу Иргиза, в 107 км от станции Хромтау. С 1957 по 1986 гг. называлось совхоз им. XX партсъезда. Код КАТО — 153437100.

## Население
В 1999 году население села составляло 1363 человека (667 мужчин и 696 женщин). По данным переписи 2009 года, в селе проживали 1062 человека (536 мужчин и 526 женщин).